# Солодовников, Анатолий Григорьевич
Анатолий Григорьевич Солодовников (6 июля 1950) — советский футболист, нападающий. Провёл более двухсот матчей во Второй лиге СССР.

## Биография
Анатолий приехал в Севастополь вместе с родителями в возрасте шести месяцев из Казахстана, где они находились в эвакуации. Вначале он проживал в бараках строительного городка на Загородней балке, а его родители работали строителями. В возрасте шести лет его семья получила квартиру на улице Гоголя. Он записался в футбольную секцию при флотской команде, где тренером был Аверьянов.
В более старшем возрасте играл у тренера Анатолия Смирнова в чемпионате Крыма, которому тогда помогали Георгий Судаков и Юрий Букасов. В 1966 году его пригласили в дублирующий состав флотской команды, в том же году его вызывали в юношескую сборную Крыма. В следующем году Анатолий Захаров договорился о переходе севастопольцев Анатолия Солодовникова, Николая Кривоухова и Владимира Лукьянова в анжижанский «Спартак» из Второй лиги СССР. Позже «Спартак» был переименован в «Андижан». По исполнению восемнадцатилетнего возраста его призвали в армию и он вернулся в Севастополь. Проходил службу в спортивной роте под руководством Леонида Слесарева, а команда выступала в чемпионате Крыма. Затем играл за главную флотскую команду под руководством Михаила Ермолаева. В 1971 году выступал за севастопольский «Авангард» во Второй лиге.
В 1972 году перешёл в дзержинский «Химик» вместе с Виктором Пышковым. О переходе договаривался Георгий Судаков. В составе «Химика» играл на протяжении четырёх лет во Второй лиге. По воспоминаниям самого Солодовников во время сборов в Леселидзе его игру сравнивали с итальянским футболистом Сандро Маццола. В середине семидесятых годов Анатолия Солодовникова приглашали в третью сборную СССР.
В 1976 году вернулся в Севастополь, где стал играть за «Атлантику». Команда заняла последнее двадцатое место во Второй лиге СССР, после чего Солодовников опять перешёл в «Химик». В 1980 году, вместе с другим севастопольцев Василием Мисиневым, перешёл в тамбовский «Спартак», который также играл во Второй лиге СССР. В «Спартаке» он стал лучшим бомбардиром команды с 15 забитыми голами в течение сезона, однако связи с введением квот на иногородних и возрастной ценз ему пришлось покинуть команду.
Вернувшись в Севастополь, стал играть за местный «Металлист» под руководством Владимира Голубева. Клуб финансировал одноимённый завод, однако для участие в профессиональном футболе средств не было. Вместе с командой стал победителем чемпионата и Кубка Крыма 1982 года, а также турнира открытия сезона и турнира Героям Евпаторийского десанта. В 1986 году покинул команду и стал выступать за команду таксопарка «Мотор» под руководством Валерия Ладоги. В дальнейшем играл за команды ветеранов, вместе с одной из них стал чемпионом Крыма 1995 года, становился победителем чемпионата и Кубка Севастополя по мини-футболу.

## Статистика
| Сезон | Клуб              | Лига             | Чемпионат | Чемпионат | Кубок | Кубок |
| Сезон | Клуб              | Лига             | Игры      | Голы      | Игры  | Голы  |
| ----- | ----------------- | ---------------- | --------- | --------- | ----- | ----- |
| 1972  | Химик (Дзержинск) | Вторая лига СССР | ?         | 10        |       |       |
| 1973  | Химик (Дзержинск) | Вторая лига СССР | 31        | 7         |       |       |
| 1974  | Химик (Дзержинск) | Вторая лига СССР |           |           |       |       |
| 1975  | Химик (Дзержинск) | Вторая лига СССР | 29        | 2         |       |       |
| 1976  | Атлантика         | Вторая лига СССР | 38        | 4         | 1     | 0     |
| 1978  | Химик (Дзержинск) | Вторая лига СССР |           |           |       |       |
| 1979  | Химик (Дзержинск) | Вторая лига СССР | 44        | 8         |       |       |
| 1980  | Спартак (Тамбов)  | Вторая лига СССР | 36        | 15        |       |       |